# وانوهی آوتیسیان
وانوهی آوتیسی آوتیسیان (ارمنی: Վանուհի Ավետիսի Ավետիսյան ارمنی: Վանուհի Աւետիսեան؛ زادهٔ ۱۹۲۶) یک شاعر ارمنی‌تبار اهل ایران بود.

## زندگی‌نامه
وی در ۱۹۲۶ در آبادان به دنیا آمد وی در مدرسه ارمنی آبادان به تحصیل پرداخت. اولین اشعار در روزنامه آلیک تهران به چاپ رسید. وی عضو اتحادیه نویسندگان ارمنی ایران بود.